# 朱國權

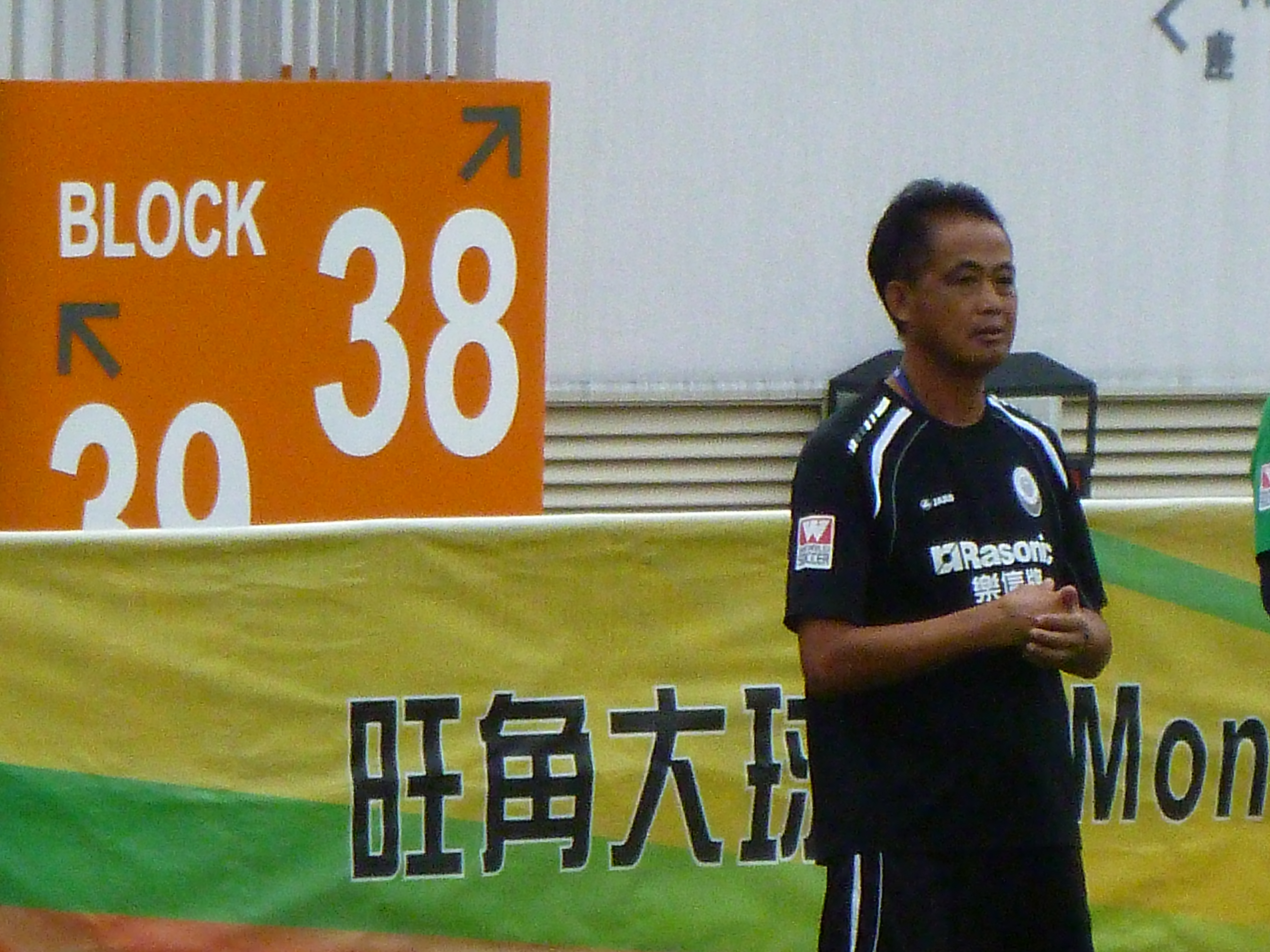
朱國權

## 簡歷
朱國權（Chu Kwok Kuen），前精工及香港足球代表隊守門員，出身流浪，外號「朱皮」，持有亞洲足協A級教練牌照及亞洲足協守門員教練牌照，現為香港甲組足球聯賽公民守門員教練及香港足球總會教練導師。

## 代表作
1975年6月24日第6屆亞洲盃第3組預賽準決賽由香港對北韓，上半場北韓2:0佔先，下半場香港隊先後由胡國雄及馮志明射入扳成平手。加時再賽，加時下半場胡國雄的入球令香港反超前3:2，但1分鐘後鄭潤如的回傳欠力度，被北韓追成平手，完場雙方打成3:3平手，需要以十二碼決定勝負。
在頭5輪的十二碼，雙方打成4:4平手，進入突然死亡階段，結果北韓以11:10勝出，總比數14:13晉身決賽。朱國權在互射十二碼時先後救出3球，更在第11輪親自操刀射入，可惜最後未能救出安世煜的十二碼而落敗。
在隨後之1978年世界盃亞太區外圍賽，朱國權仍是香港隊首席門將，協助球隊取得第一組冠軍出線最後五強賽，可惜港隊最終八戰皆北未獲分數包尾出局。
朱亦曾入選港隊參加1980年亞洲盃及1982年世界盃之外圍賽，可惜港隊兩次皆於小組準決賽經互射十二碼後分別不敵馬來西亞及中國出局。

## 職位
- 香港足球總會守門員教練。
  - 從2000年開始至2010年均是香港代表隊、亞運和奥運代表隊的守門員教練。
- 香港足球總會教練導師
- 於2011年轉任公民足球隊教練。
- 於2014年11月中轉任南華足球隊守門員教練，季尾約滿後離任，重返公民。